# Heinrich Sinz
Heinrich Sinz (* 10. April 1871 in Hürben; † 14. März 1951 in Ichenhausen) war ein deutscher katholischer Pfarrer und Autor heimatgeschichtlicher Publikationen.

## Ehrungen
Nach einem Stadtratsbeschluss vom 25. Mai 1945 wurde Heinrich Sinz zum Ehrenbürger der Stadt Krumbach ernannt, ebenso wurde 1951 eine Straße in Krumbach nach ihm benannt. In Ichenhausen ist eine Straße und die Heinrich-Sinz-Schule nach ihm benannt.

## Publikationen
- Geschichtliches vom ehemaligen Markte und der nunmehrigen Stadt Ichenhausen. [Mehrteiliges Werk] Josef Wagner, Ichenhausen 1926 und 1928
- Beiträge zur Geschichte des Marktes und Landkapitels Ichenhausen im 16. und 17. Jahrhundert. Josef Wagner, Ichenhausen 1930
- Beiträge zur Geschichte des ehemaligen Marktes und der nunmehrigen Stadt Krumbach (Schwaben). Ziegler, Krumbach 1940